# Cupha humboldti
Cupha humboldti är en fjärilsart som beskrevs av Hans Fruhstorfer 1899. Cupha humboldti ingår i släktet Cupha och familjen praktfjärilar. Inga underarter finns listade i Catalogue of Life.